# Курвиль, Иоахим Тибо де
Иоахи́м Тибо́ де Курви́ль (фр. Joachim Thibault de Courville; дата рождения неизвестна — 8.9.1581, Париж) — французский лютнист, композитор и певец, один из основателей (наряду с Ж.А. де Баифом) Академии поэзии и музыки в Париже.

## Биография и творчество
Факты биографии и творчества Курвиля скудны. Курвиль (как и Баиф) был одержим идеей возрождения этоса и пафоса античного литературно-музыкального искусства. Занимая при дворе в 1560-е годы официальную должность «лирника» (фр. joueur de lyre), он пользовался 11-струнной кифарой (специально изготовленной инструментальным мастером Антуаном Потеном), причём играл на ней смычком (у древних греков не было струнных смычковых инструментов).
Курвиль горячо поддерживал опыты «античной» метризации Баифа (фр. vers mesurés), но сохранившиеся антикизирующие опыты его композиции единичны. Ему приписывается 5 песен для голоса и лютни, опубликованных посмертно в песенниках 1614 и 1615 гг. Известно также, что Курвиль положил на музыку несколько псалмов из новой метрической Псалтири Баифа и с успехом исполнял их в присутствии Карла IX. Баиф считал Курвиля «мастером вокального искусства» (фр. maistre de l’art de bien chanter).
Курвиль оказал творческое влияние на Фабриса Гаэтанского (по его собственному признанию) и, возможно, также на Клода Лежёна.